# Anki
Anki es un software multiplataforma para memorizar utilizando tarjetas, gratuito y de código fuente abierto. Utiliza la repetición espaciada, técnica que aumenta la tasa de memorización. "Anki" ( 暗記  ) es la palabra japonesa para "memorización".
El algoritmo SM2, creado para SuperMemo a fines de la década de 1980, forma la base de los métodos de repetición espaciados empleados en el programa. La implementación del algoritmo por parte de Anki se ha modificado para permitir prioridades en las tarjetas y mostrar tarjetas en orden de urgencia. Las tarjetas se presentan usando HTML y pueden incluir texto, imágenes, sonidos, videos, y ecuaciones LaTeX. Las barajas de cartas, junto con las estadísticas del usuario, se almacenan en el formato abierto de SQLite. 
En sus últimas versiones ha incorporado el algoritmo FSRS, desarrollado por Jarrett Ye.

## Características

### Sincronización
Anki admite la sincronización con un servidor en línea gratuito (pero propietario) llamado AnkiWeb. Esto permite a los usuarios mantener las plataformas sincronizadas en varias computadoras y estudiar en línea o en un teléfono celular. 
Existe un software desarrollado por terceros llamado AnkiServer, de código abierto ( AGPLv3 ). El mismo permite que los usuarios pueden ejecutar en sus propias computadoras o servidores locales, aunque no es compatible con las versiones recientes de Anki. También proporciona una API RESTful para manipular colecciones de Anki.

### Complementos
Están disponibles casi 2000 complementos (add-ons) para Anki, a menudo escritos por otros desarrolladores. Estos proporcionan soporte para la síntesis de voz, estadísticas mejoradas del usuario, oclusión de imágenes, lectura incremental, permiten la edición y creación de tarjetas más eficientes a través de la edición por lotes, modifican la interfaz de usuario, simplifican la importación de tarjetas de memoria de otros dispositivos digitales de origen, etc.

### Mazos compartidos
Si bien el manual de usuario de Anki fomenta la creación de los propios mazos para la mayoría de los materiales, existe una base de datos grande y activa de mazos compartidos que los usuarios pueden descargar y usar. Los mazos disponibles van desde mazos de idiomas extranjeros (a menudo construidos con tablas de frecuencias) hasta geografía, física, biología, química y más. También están disponibles varios mazos de ciencias médicas, a menudo realizados por múltiples usuarios en colaboración.

## Comparaciones
El algoritmo de programación de Anki se basa en una versión anterior del algoritmo SuperMemo (SM2). El autor de Anki afirma que las versiones 3 a 5 del algoritmo SuperMemo son más susceptibles a una programación incorrecta. El último algoritmo SuperMemo en 2019 es SM18.

En la actualidad han añadido el algoritmo FSRS. 
FSRS se basa en el "Modelo de Memoria de Tres Componentes". El modelo afirma que tres variables son suficientes para describir el estado de una memoria unitaria en un cerebro humano. Estas tres variables incluyen:
- Recuperabilidad (R): La probabilidad de que la persona pueda recordar con éxito una información particular en un momento dado. Depende del tiempo transcurrido desde la última revisión y la estabilidad de la memoria (S).
- Estabilidad (S): El tiempo, en días, requerido para que R disminuya del 100% al 90%. Por ejemplo, S = 365 significa que pasará un año entero antes de que la probabilidad de recordar una tarjeta en particular caiga al 90%.
- Dificultad (D): La complejidad inherente de una información particular. Representa lo difícil que es aumentar la estabilidad de la memoria después de una revisión.

## Versiones móviles
Los siguientes teléfonos inteligentes / tabletas y clientes web están disponibles como acompañantes de la versión de escritorio:
- AnkiMobile[17] para iPhone, iPod touch o iPad (pago)
- AnkiWeb[18] (servidor en línea, de uso gratuito; incluye complemento y alojamiento de cubierta)
- AnkiDroid[19] para Android (gratis, bajo GPLv3; por Nicolas Raoul)

Las flashcards y el progreso del aprendizaje se pueden sincronizar en ambos sentidos con Anki usando AnkiWeb. Con AnkiDroid es posible leer las tarjetas en varios idiomas usando texto a voz (TTS). Si no existe un idioma en el motor Android TTS (p. Ej. Ruso en la versión de Android Ice Cream Sandwich), se puede usar un motor TTS diferente como SVOX TTS Classic. 

## Historia
La mención más antigua de Anki que el desarrollador, Damien Elmes, pudo encontrar en 2011 fue del 5 de octubre de 2006, por lo que se declaró la fecha de nacimiento de Anki.
En 2010, Roger Craig obtuvo el récord de todos los tiempos de ganancias de un solo día en el concurso de preguntas Jeopardy!  después de usar Anki para memorizar una gran cantidad de hechos.
- La versión 2.0 fue lanzada el 2012-10-06.
- La versión 2.1 fue lanzada el 2018-08-06.
- La versión 23.10 fue lanzada el 2023-31-10.
- La versión 25.01 beta fue lanzada en enero del 2025.[23]

## Utilidad
Si bien Anki se puede usar principalmente para el aprendizaje de idiomas o en el aula, muchos han informado de otros usos para Anki: el científico Michael Nielsen lo usa para recordar temas complejos en un campo de rápido movimiento, otros lo usan para recordar citas memorables, los rostros de socios comerciales o residentes médicos, o recuerde estrategias de entrevistas comerciales. 

## Otras lecturas
- Konrad M Lawson (28 de abril de 2008). «Anki Review». Fool’s Flashcard Review. Archivado desde el original el 4 de abril de 2009. Consultado el 23 de marzo de 2009. Konrad M Lawson (28 de abril de 2008). «Anki Review». Fool’s Flashcard Review. Archivado desde el original el 4 de abril de 2009. Consultado el 23 de marzo de 2009. Konrad M Lawson (28 de abril de 2008). «Anki Review». Fool’s Flashcard Review. Archivado desde el original el 4 de abril de 2009. Consultado el 23 de marzo de 2009. Konrad M Lawson (28 de abril de 2008). «Anki Review». Fool’s Flashcard Review. Archivado desde el original el 4 de abril de 2009. Consultado el 23 de marzo de 2009. Konrad M Lawson (28 de abril de 2008). «Anki Review». Fool’s Flashcard Review. Archivado desde el original el 4 de abril de 2009. Consultado el 23 de marzo de 2009.  ( parte 2 )
- Kevin Purdy (12 de enero de 2009). «Anki Teaches Text, Audio, or Images Through Repetition». Lifehacker: Featured Download. Archivado desde el original el 2 de abril de 2009. Consultado el 23 de marzo de 2009.
- Kristian Peltonen (24 de septiembre de 2009). «New computer software makes studying easier by carefully timing reviews». Article on Anki & Smart.fm for the Canadian Press. (enlace roto disponible en Internet Archive; véase el historial, la primera versión y la última).
- «Review of Mnemosyne vs. Anki vs. SuperMemo». Nihongo Pera Pera (Fluent Japanese). 1 de junio de 2008. Archivado desde el original el 7 de septiembre de 2008. Consultado el 8 de septiembre de 2008.
- Glowing Face Man (22 de febrero de 2009). «Anki vs. Mnemosyne». Archivado desde el original el 26 de febrero de 2009. Consultado el 23 de marzo de 2009.
- David Harding (2009). «Mnemosyne and Anki». Ubuntu User magazine article.
- Baker, Stephen (2011). Final Jeopardy: Man vs. Machine and the Quest to Know Everything. Houghton Mifflin Harcourt. p. 214. ISBN 978-0-547-48316-0.  Baker, Stephen (2011). Final Jeopardy: Man vs. Machine and the Quest to Know Everything. Houghton Mifflin Harcourt. p. 214. ISBN 978-0-547-48316-0.  Baker, Stephen (2011). Final Jeopardy: Man vs. Machine and the Quest to Know Everything. Houghton Mifflin Harcourt. p. 214. ISBN 978-0-547-48316-0.